# بوبي كاتاج
بوبي كاتاج (بالإنجليزية: Bobby Cattage)‏ مواليد 17 أغسطس 1958 في هنتسفيل، هو لاعب كرة سلة أمريكي سابق. بدأ مسيرته الاحترافية في سنة 1981. تم اختياره من قبل فريق يوتا جاز خلال الدرافت. يبلغ طوله 6 قدم 9 بوصة (2.1 م). اعتزل اللعب في 1988.

## المسيرة الاحترافية
لعب مع يوتا جاز في موسم 1981–1982، ثم لعب مع بروكلين نتس في موسم 1985–1986، ثم لعب مع فولجور ليبرتاس فورلي في سنة 1988.

## روابط خارجية
- بوبي كاتاج على موقع إن بي أي (الإنجليزية)
- بوبي كاتاج على موقع سبورتس رفرنس (الإنجليزية)
- بوبي كاتاج على موقع كلية كرة السلة في سبورتس رفرنس.كوم (الإنجليزية)
- بوبي كاتاج على موقع ريلجم (الإنجليزية)
- بوبي كاتاج على موقع بروبوليرز (الإنجليزية)